# Elizabeth Parke Custis
Elizabeth Parke Custis Law (Mount Airy, 21 agosto 1776 – Richmond, 31 dicembre 1831) è stata una politica e socialite statunitense, ereditiera e nipote di George Washington.

## Biografia
Era la figlia maggiore di John Parke Custis e di sua moglie Eleanor Calvert. Il padre era figlio di Martha Washington e del suo primo marito, Daniel Parke Custis; sua madre era figlia di Benedict Swingate Calvert. Era la nipote più grande di Martha Washington e di George Washington.
In famiglia era conosciuta come "Betsey". Durante la loro prima infanzia, lei e i suoi fratelli furono allevati nella piantagione di Abingdon, che il loro padre aveva acquistato.
Dopo la morte di suo padre, le due figlie più grandi (Elizabeth e Martha) continuarono a vivere con la madre ad Abingdon, mentre i due figli più piccoli (Nelly e George) si trasferirono al Mount Vernon a vivere con George e Martha Washington. Nel 1783, la loro madre sposò il dottor David Stuart (1753-1814), un medico e un collega d'affari di George Washington di Alexandria. Il dottor Stuart e sua moglie rimasero a Abingdon per i primi anni del loro matrimonio.
La crescente famiglia Stuart e i Washington rimasero molto unite. Nel 1785, il dottor Stuart acquistò una proprietà, Hope Park, nella contea di Fairfax, in Virginia, dove si trasferirono.

### Matrimonio
Il 20 marzo 1795, Elizabeth sposò Thomas Law, figlio di Edmund Law, vescovo di Carlisle e fratello di Edward Law, I barone Ellenborough. La famiglia Law era una delle famiglie più ricche di Washington, D.C., ma non particolarmente abili negli affari. Alla fine persero tutta la loro fortuna
L'annuncio del matrimonio di Elizabeth sorprese i nonni George e Martha Washington, poiché Thomas era molto più vecchio di Elizabeth. La coppia aveva una intensa vita sociale sia a Washington che Georgetown, ricevendo dignitari e annoverando giovani politici nella loro cerchia di amicizie.
I Law ebbero una figlia sopravvissuta all'infanzia, Elizabeth Law (19 gennaio 1797 - 9 agosto 1822), che sposò Nicholas Lloyd Rogers il 5 aprile 1817.

### Schiavi, residenze e beni
George e Martha Washington non furono in grado di partecipare al matrimonio della nipote, ma invitarono la coppia a Filadelfia presso la President's House. La First Lady promise una delle schiave della famiglia presidenziale, Oney Judge, come regalo di nozze, ma la giovane donna fuggì dopo aver appreso quale doveva essere il suo destino. La sorella minore di Oney, Delphy, lasciata in eredità agli sposi, si sposò nel 1800 con William Costin che era un uomo libero e venne affrancata insieme ai suoi figli nel 1807. Elizabeth rimase in stretto contatto con William e Delphy Costin per tutta la vita.
Dopo il suo matrimonio, Elizabeth ereditò circa 80 schiavi dalla tenuta del padre; dopo la morte di Martha Washington del 1802, ereditò circa 35 schiavi; dopo la morte di sua madre 1811, la proprietà di suo padre fu liquidata e ereditò altri 40 schiavi circa.
Nel marzo 1796, Elizabeth e Thomas si trasferirono nella Thomas Law House. La casa divenne nota come "casa di nozze" in quanto la coppia vi trascorse la luna di miele, in attesa del completamento della loro casa. Il National Park Service ha elencato la casa nel National Register of Historic Places  il 14 agosto 1973.
Elizabeth e Thomas si separarono nel 1804. Dopo la separazione, Elizabeth risiedette tra il 1805 e il 1809 in una "casa di campagna" e la tenuta sul Seminary Hill di Alexandria che lei chiamò Mount Washington. Il Mount Washington divenne più tardi l'edificio amministrativo centrale della Scuola Superiore Episcopale in cui la sua capacità era denominata Hoxton House.

### Divorzio e vita sociale
Elizabeth e Thomas divorziarono il 15 gennaio 1811. Dopo il divorzio Elizabeth preferì farsi chiamare signora Custis e continuò a frequentare influenti circoli sociali; tra le sue amicizie ci fu Dolley Madison, nuova first lady. Ebbe una serie di legami sentimentali che tuttavia non la condussero a nuove nozze.
Negli ultimi anni di vita trascorse molto tempo tra amici e parenti. Assieme ai fratelli si considerava responsabile della memoria e dei cimeli di famiglia, che ebbe cura di raccogliere e trasmettere ai nipoti.

### Morte
Elizabeth morì il 31 dicembre 1831 a Richmond. Il suo corpo fu sepolto nel sepolcro nuovo del Mount Vernon, il 7 gennaio 1832.